# کتیبه بیلگه خاقان

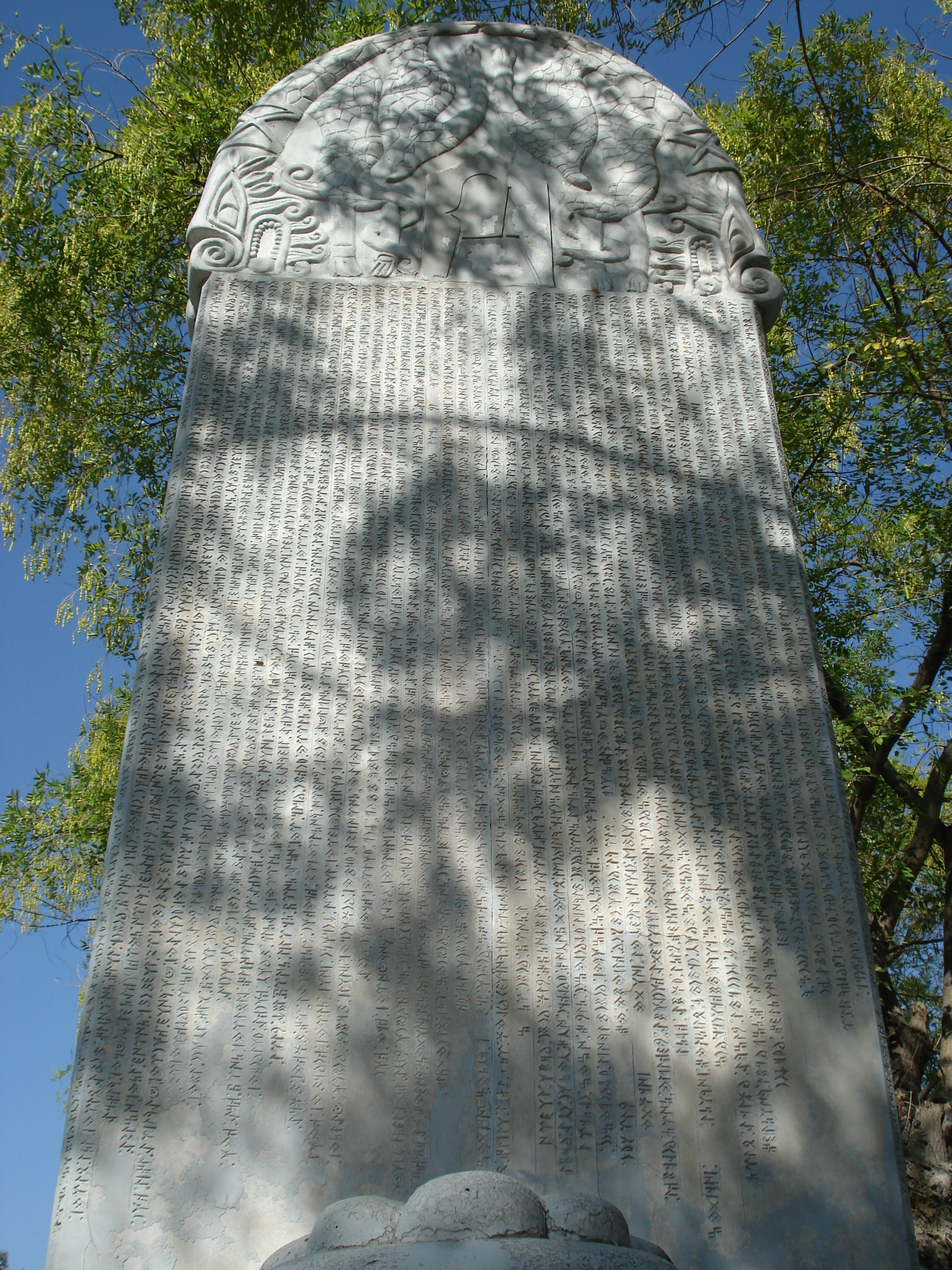
کپی کتیبه بیلگه خاقان در دانشگاه قاضی در انکارا

کتیبه بیلگه خاقان  یکی از کتیبه های یافت شده از دشت اورخون به زبان ترکی باستانی است.که بعد از مرگ بیلگه خاقان به دستور پسرش بر روی سنگ حکاکی شد.

## منبع
1. ↑  مشارکت‌کنندگان ویکی‌پدیا. «کتیبه بیلگه خاقان». در دانشنامهٔ ویکی‌پدیای ترکی، بازبینی‌شده در مه۲۰۱۱.
2. ↑  ترکان درگذرتاریخ، سبزان، مه2011، ص. ۱۷٫۱۵ تاریخ وارد شده در |تاریخ= را بررسی کنید (کمک)